# Chen Wen-ling
Chen Wen-ling (ur. 16 sierpnia 1994) – tajwańska zapaśniczka walcząca w stylu wolnym. Olimpijka z Rio de Janeiro 2016, gdzie zajęła piętnaste miejsce w kategorii 69 kg.
Siedemnasta na mistrzostwach świata w 2018. Piąta na igrzyskach azjatyckich w 2018 i dziewiąta w 2014. Brązowa medalistka mistrzostw Azji w 2015. Ósma na Uniwersjadzie w 2013 roku.
Absolwentka National Taiwan University of Sport w Taizhong.